# Trebnitz (Müncheberg)
Trebnitz ist ein Ortsteil der Stadt Müncheberg im Landkreis Märkisch-Oderland in Brandenburg. Bis zur Eingemeindung nach Müncheberg am 1. März 2002 war Trebnitz eine eigenständige Gemeinde.

## Lage
Trebnitz liegt am Rande der Märkischen Schweiz, etwa auf halber Strecke zwischen Berlin und der Grenze zu Polen. Die Kernstadt Müncheberg ist rund sechs Kilometer und die Stadt Seelow etwa elf Kilometer entfernt. Die Gemarkung von Trebnitz grenzt im Norden an Wulkow, im Osten an Alt Rosenthal, im Südosten an Worin, im Süden an Jahnsfelde, im Südwesten an Müncheberg, im Westen an Obersdorf und im Nordwesten an Hermersdorf.
Durch Trebnitz verläuft die Landesstraße 36, die Bundesstraße 1 liegt etwa zwei Kilometer südlich des Dorfes. Der Haltepunkt Trebnitz (Mark) liegt nördlich des Ortszentrums an der Bahnstrecke Berlin–Küstrin-Kietz Grenze.

## Geschichte
Trebnitz wurde erstmals im Jahr 1224 in einer Schenkungsurkunde von Heinrich dem Bärtigen an das Zisterzienserkloster Trebnitz (in der heute polnischen Stadt Trzebnica) erwähnt. Das Dorf ist eine Gründung des Klosters und wurde nach diesem benannt, der Name des Klosters bezieht sich wiederum auf eine Rodungssiedlung. Im April 1432 wurde Trebnitz durch plündernde Hussiten zerstört, während des Dreißigjährigen Krieges wurde Trebnitz mehrfach zerstört und jeweils wieder neu aufgebaut.
Nach 1660 entwickelte sich ein Herrensitz mit Rittergut, welches mit Joachim Ernst von Görzke eine erste große Entwicklung vollzog. Es folgten weitere Vertreter bekannter Adelsfamilien, wie unter anderem die Zieten. Ende des 18. Jahrhunderts ging das Gut in die Hände des Albrecht Wilhelm von Pannwitz. Ihm folgte der Neffe Carl Otto Magnus von Brünneck. Hintergrund war auch die Verbindung der Friederike Alexandrine von Pannwitz (1758–1804), die in ihrer zweiten Ehe den Wilhelm Magnus von Brünneck ehelichte. Die Gothaischen Genealogischen Taschenbücher weisen dann für Mitte des 19. Jahrhunderts die nicht verheiratete Luise von Brünneck (1828–1880) als Gutsherrin und später um die kommende Jahrhundertwende ihren Neffen Oberst a. D. Rinaldo von Brünneck als Gutsherrn nach.
Ab 1867 erfolgte in Trebnitz der Bau der Königlich-Preußischen Ostbahn, der zusammen mit dem damals in der Region betriebenen Kohleabbau einen wirtschaftlichen Aufschwung für das Dorf herbeiführte.
Bekanntester Gutsherr auf Trebnitz in der jüngeren Historie war Roland Graf Bellschwitz, der Fideikommissherr auf seinem westpreußischen Stammgut und Hauptwohnsitz Bellschwitz war sowie Mitglied des Preußischen Herrenhauses, Rechtsritter des Johanniterordens sowie Ober-Burggraf in Preußen, konkret der Marienburg. Sein Gut Trebnitz hatte 1923 einen Umfang von 884 ha, verwaltet von einem Administrator. Letzte gutsherrliche Grundbesitzer nach dem Genealogischen Handbuch des Adels waren die vorbestimmten Erben der Familie von Brünneck, Manfred Graf Brünneck-Bellschwitz (1872–1957) respektive sein Bruder Harald Graf Brünneck-Bellschwitz (1880–1958).
Gegen Ende des Zweiten Weltkrieges wurde Trebnitz bei der Offensive auf Berlin im April 1945 von der vorrückenden Roten Armee zum großen Teil zerstört. Nach Kriegsende und dem Wiederaufbau des Ortes wuchs die Einwohnerzahl in Trebnitz durch den Zuzug von rund 550 Flüchtlingen aus den deutschen Ostgebieten stark an. Auch in Trebnitz wurde 1946 die Bodenreform in der Sowjetischen Besatzungszone vollzogen.
1951 wurde in Trebnitz die „Maschinen- und Traktorenstation“ errichtet, die später in den „Kreisbetrieb für Landtechnik“ überging. Nach der Kreisreform in der DDR gehörte die Gemeinde Trebnitz ab dem 25. Juli 1952 zum Kreis Seelow im Bezirk Frankfurt (Oder). 1956 erfolgte die Gründung einer Landwirtschaftlichen Produktionsgenossenschaft. Nach der Wende wurde der Kreis Seelow in Landkreis Seelow umbenannt und in Folge der Kreisreform in Brandenburg am 6. Dezember 1993 mit den Landkreisen Strausberg und Bad Freienwalde zum Landkreis Märkisch-Oderland.
Nach einem Amtsbeschluss vom 13. Februar 2002 wurde die Gemeinde Trebnitz mit Wirkung zum 1. März 2002 aufgelöst und nach Müncheberg eingemeindet.

## Sehenswürdigkeiten

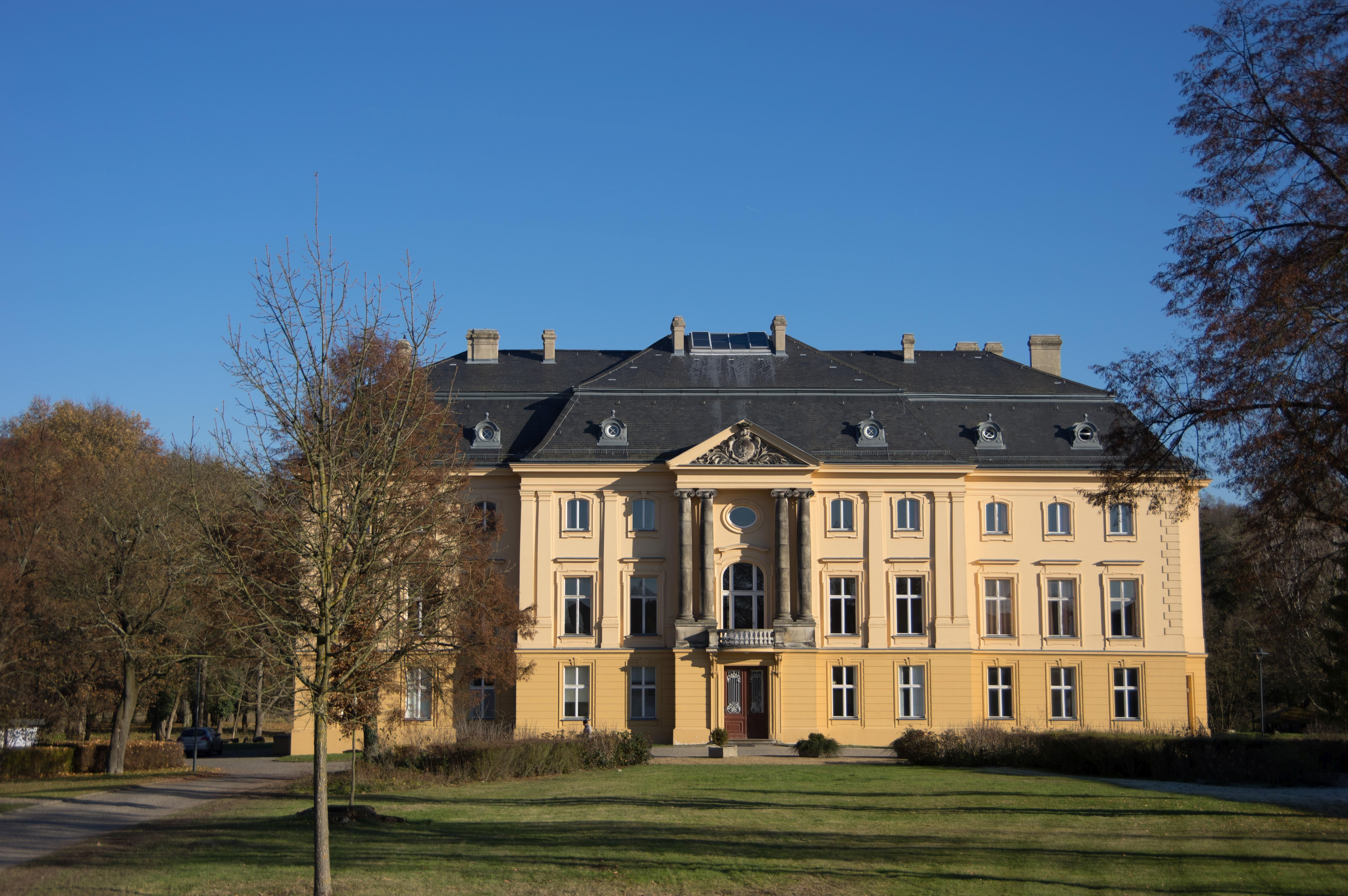
Schloss Trebnitz

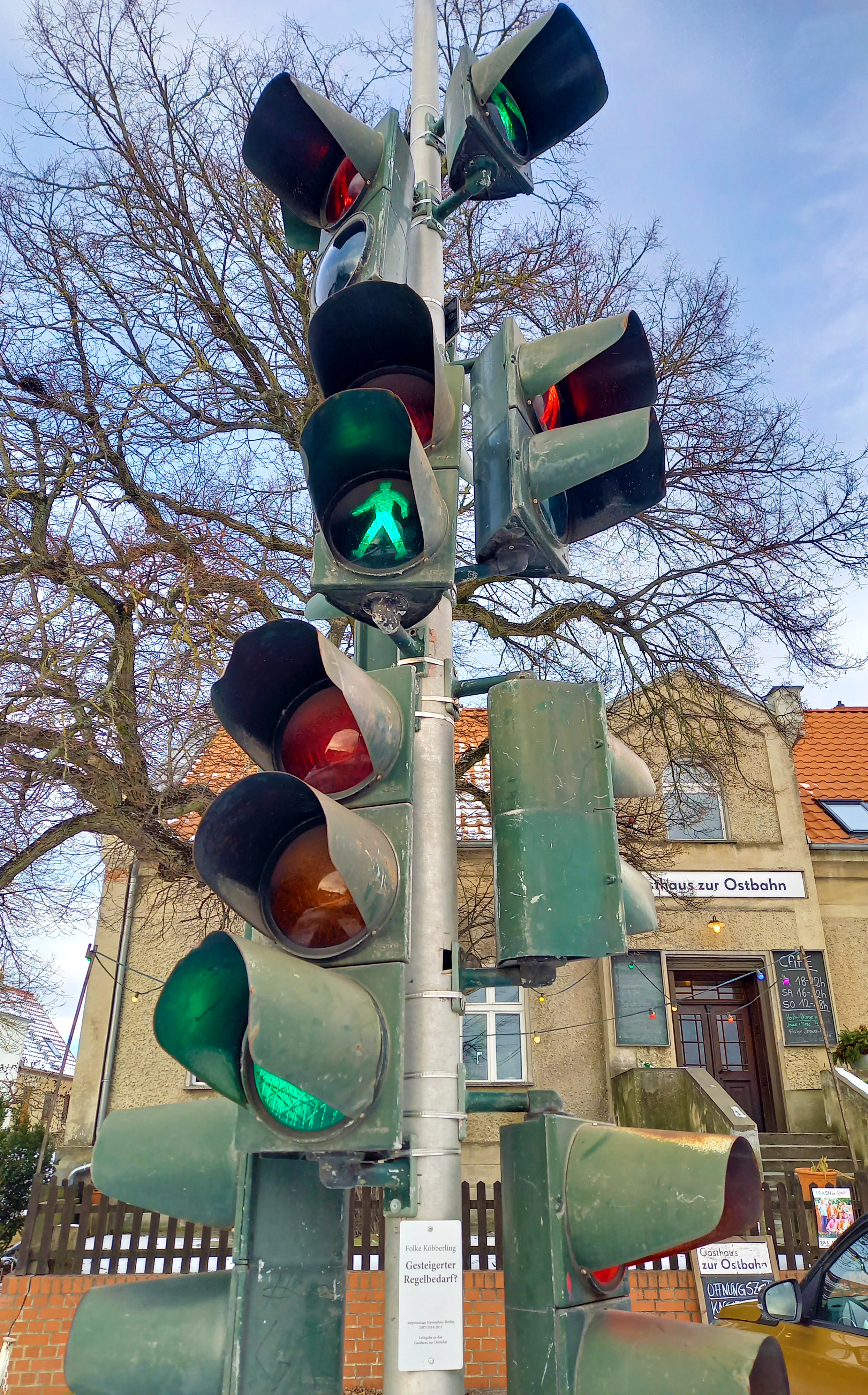
Gesteigerter Regelbedarf? von Folke Köbberling

- Dorfkirche Trebnitz, neugotische Saalkirche, wurde zwischen 1660 und 1671 auf Initiative des kurbrandenburgischen Generalleutnants Joachim Ernst von Görzke neu aufgebaut, nachdem die Vorgängerkirche im Dreißigjährigen Krieg zerstört worden war. Deren Vorgängerbau hatten 1432 die Hussiten geplündert und zerstört. Im Zweiten Weltkrieg wurde die Kirche massiv beschädigt, jedoch in den Folgejahren wieder aufgebaut.
- Schlosspark, um 1730 von Johann Gottlieb Gleditzsch angelegt und Mitte des 19. Jh. von Peter Josef Lenné und Eduard Neide als Landschaftspark neu gestaltet.[7]
- Seit Juli 2021 steht auf einem eher unscheinbaren Platz im Ortszentrum eine von der Künstlerin Folke Köbberling gestaltete 13-äugige Ampel aus ausrangierten Berliner Lichtsignalanlagen vom Hansaplatz. Die Kunstprofessorin aus Braunschweig hat mit Teilen der Ampel einen 4,50 Meter hohen Mast gestaltet. Die Ampeln sind elektrisch in Betrieb, regeln allerdings hier keinen Autoverkehr, auch wechseln die Ampelfarben mittels eines Zufallsgenerators ihre Reihenfolge beliebig. Das Konzept-Kunstwerk wird als Landlust-Lichtorgel bezeichnet. Es war zuvor bereits in München, Karlsruhe sowie in New York und Mexiko-Stadt zu sehen.[8]